# Helga Engler-Heidle
Helga Engler-Heidle (* 22. Juni 1948 in Traben-Trarbach) ist eine deutsche feministische evangelische Theologin, Pfarrerin und Forscherin der Theologinnengeschichte, die maßgeblich zur Frauenbewegung in der Evangelischen Kirche in Hessen und Nassau und zur Gleichberechtigung von Mann und Frau beitrug.

## Leben und Wirken

### Ausbildung und erste Berufsjahre
Bereits mit 13 Jahren entschied sich Helga Heidle, Theologie zu studieren. Dabei ging es ihr zunächst gar nicht darum, Pfarrerin zu werden. Sie interessierte sich für die Bibel und theologische Fragen. Von 1967 bis 1973 studierte Heidle evangelische Theologie an der Kirchlichen Hochschule Bethel, an der Philipps-Universität Marburg und an der Eberhard Karls Universität Tübingen. 1973 legte sie ihr Erstes Theologisches Examen ab. Es folgte das Vikariat in der Burgkirchengemeinde im hessischen Dreieichenhain. 1975 legte sie das Zweite Theologische Examen ab und wurde in der Luthergemeinde in Frankfurt am Main ordiniert, wo sie von 1975 bis 1983 als Pfarrerin arbeitete.

### Gemeindearbeit und Aufbau neuer Organisationen
Von 1985 bis 2001 leitete die inzwischen verheiratete Engler-Heidle das Evangelische Pfarramt für Frauenarbeit in Frankfurt am Main. Zu ihren Aufgaben zählten unter anderem die Vernetzung der Frauenarbeit und die theologische Fortbildung für Frauen, insbesondere auch für Kirchenvorsteherinnen. Sie plante und gründete ein evangelisches Frauenbegegnungszentrum in Frankfurt am Main. Die Initiative ging von haupt- und ehrenamtlichen Frauen der evangelischen Frauenbewegung in Frankfurt am Main aus. Wichtig für diese war der Wunsch nach einem zentralen Ort und gemeinsamem Profil für die Frauenarbeit. Es sollte deutlich werden, dass Frauen in der evangelischen Kirche und in der städtischen Öffentlichkeit theologische und politische Positionen beziehen und sichtbar werden. Das daraus entstandene EVAngelische Frauenbegegnungszentrum ist bis heute ein Ort der Bildung und Begegnung und einmalig in der gesamten Evangelischen Kirche in Deutschland (EKD). Engler-Heidle leitete das Zentrum von 1997 bis 2001.
Von 2001 bis 2006 wurde Engler-Heidle von der Kirchenleitung mit der Projektleitung Gesamtverband Frauen in der EKHN beauftragt. Ihre Aufgabe war die Neuorganisation der Frauenarbeit und die Zusammenführung der unterschiedlichen Frauengruppierungen. Das führte zur Gründung der Evangelischen Frauen in Hessen und Nassau e.V. Auch der Pfarrerinnentag der EKHN erhielt in diesem Rahmen eine neue Struktur.
Von 2006 bis 2013 war sie die erste Leiterin der neugegründeten Ehrenamtsakademie der Evangelischen Kirche in Hessen und Nassau. Die Einrichtung der Geschäftsstelle in der Kirchenverwaltung und der Aufbau von 18 regionalen Ehrenamtsakademien in den Dekanaten der EKHN war ebenfalls Helga Engler-Heidles Aufgabe. Die Ehrenamtsakademie bietet Fortbildungen für Ehrenamtliche in institutionellen Leitungsämtern an und hat das Ziel, das Ehrenamt weiterzuentwickeln und die Ehrenamtlichen zu stärken.
In ihrer beruflichen Praxis orientierte sich Engler-Heidle an der Theologin Dorothee Sölles. Auch für Engler-Heidle gehören Politik, Spiritualität, Theologie und auch Widerstand zusammen. Neben der Arbeit an den Strukturen und dem frauenpolitischen Engagement waren für Engler-Heidle immer die Gottessuche und die geistliche und theologische Begleitung der Mitarbeitenden wichtig. 2013 ging sie in den Ruhestand.

### Einsatz für feministische Theologie
Engler-Heidles Arbeit im Frauenpfarramt in Frankfurt am Main war geprägt von spirituellen und feministisch-theologischen Ansätzen aus den USA.  Ein wichtiges Thema zu dieser Zeit war die Auslegung von Bibeltexten, die zu diesem Zeitpunkt aus einer rein männlichen Sicht geprägt war. Ein Schwerpunkt ihrer Arbeit waren die jährlich stattfindenden Frauenwerkstätten zu Feministischer Theologie. Im Zeitraum von fast 20 Jahren nahmen ca. 3000 Frauen an den Werkstätten teil. Im Mittelpunkt stand die Auseinandersetzung mit patriarchaler Theologie und die Suche nach eigenen Formen der Spiritualität. In den feministisch-theologischen Bibelarbeiten und Gottesdiensten vermittelte Engler-Heidle mit ihrem Team den Teilnehmerinnen neue und als befreiend wahrgenommene Zugänge zur christlichen Tradition. Diese war bisher eher unterdrückend für Frauen erlebt worden, so auch der als männlich empfundene Vatergott.
Als Frauenpfarrerin zählte sie 1986 zu den Organisatorinnen der ersten Frauenanhörung. Zusammen mit der katholischen Erwachsenenbildung startete sie die ökumenischen Frauengottesdienste in der Alten Nikolaikirche auf dem Frankfurter Römerberg. In den Frauengottesdiensten wird bis heute die Erfahrung von Frauen der christlichen Tradition gegenübergestellt, um deutlich zu machen, wie sehr die einseitige Auslegung der Bibel einerseits zur Unterdrückung der Frauen beigetragen hat und „welches Potential an Befreiung sie andererseits birgt.“ Frauenspezifische Themen und eine lebendige Liturgie sprechen bis heute viele Frauen an. Ehrenamtlich leitete Engler-Heidle von 1997 bis 2000 die Evangelische Frauenarbeit in Hessen und Nassau, den Dachverband aller Frauenverbände in der EKHN, der von 1948 bis 2005 existierte, als sich die Frauenverbände der EKHN zum Verband Evangelische Frauen in Hessen und Nassau e. V. zusammenschlossen.

### Forschungen zur Theologinnengeschichte
Mit einer Ausstellung in der Alten Nikolaikirche in Frankfurt am Main machte Helga Engler-Heidle 1995 auf die Geschichte von Theologinnen und Frauen im pfarramtlichen Dienst aufmerksam. Gemeinsam mit Marlies Flesch-Thebesius veröffentlichte sie anlässlich der Eröffnung des EVAngelischen Frauenbegegnungszentrums 1997 das Buch Frauen im Talar. Dabei ging es Engler-Heidle darum, Frauen in kirchlichen Ämtern sichtbar zu machen und in den Mittelpunkt zu rücken. Sie entdeckte bei ihrer Recherche in Frankfurt viele Theologinnen, die auf dem Weg zur Gleichstellung im Pfarramt Pionierinnen waren. Zunächst durften Theologinnen nur in besonderen Ämtern arbeiten, nicht heiraten und keine Leitungsämter übernehmen. Für die Theologinnen war es ein langer Weg bis zur vollen Gleichstellung im pfarramtlichen Dienst, die 1971 in der EKHN mit der Überführung des geschlechtsspezifischen Pfarrdienstrechts in ein geschlechtsunabhängiges erreicht wurde. Frauen im Talar ist die erste Veröffentlichung über die Theologinnengeschichte der EKHN.
1999 veröffentlichte Engler-Heidle in der Festschrift zum 100-jährigen Bestehen des evangelischen Gemeindeverbandes in Frankfurt am Main den Aufsatz Um Gleichberichtigung und Einfluss – ein Jahrhundert der Frauen. Darin liefert sie eine Übersicht über die Frauengeschichte in der evangelischen Kirche.

### Gründung des Online-ProjektsFrauenbewegung der EKHN
Um im Internet den Anteil von Beiträgen zur Frauengeschichte in der Kirche zu steigern, gründete Helga Engler-Heidle im Jahr 2016 gemeinsam mit Ute Knie das Projekt Frauenbewegung in der EKHN online. Frauengeschichte im Internet. In diesem Projekt erstellte Engler-Heidle auf der Webseite der Evangelischen Kirche in Hessen und Nassau eine umfangreiche Dokumentation über die Frauenbewegung der EKHN. Ein Schwerpunkt sind Porträts von Frauen, die ehrenamtlich und hauptamtlich die Kirche geprägt und getragen haben. Für Engler-Heidle ist dieses Projekt eine Fortführung ihrer Veröffentlichungen zur Frauen- und Theologinnengeschichte, insbesondere auch zur Gleichstellung von Frauen im Pfarramt. Ein Ziel des Projekts ist auch, Frauenpersönlichkeiten und Frauengeschichte in der Wikipedia zu Sichtbarkeit zu verhelfen.
Der Kirchenpräsident der EKHN Volker Jung bezeichnete Engler-Heidle als „engagierte Theologin“. Sie habe sich besonders eingesetzt für die Belange von Frauen und Ehrenamtlichen. Ihr Verdienst sei es, wichtige Arbeitsbereiche „mit großer Konsequenz und zugleich hohem Einfühlungsvermögen neu auszurichten und zukunftsfähig zu machen“. Als Beispiele nannte er das Evangelische Frauenbegegnungszentrum in Frankfurt, die Neustrukturierung der Frauenarbeit in der EKHN und den Aufbau der Ehrenamtsakademie. Der Präses der Synode der EKHN, Dr. Ulrich Oelschläger, würdigte Engler-Heidle wegen ihrer „Ausdauer und Energie“ und „überzeugenden Arbeit“ für das Ehrenamt in der EKHN.

### Ehrungen und Auszeichnungen
Helga Engler-Heidle und Ute Knie wurden 2019 gemeinschaftlich mit dem Leonore-Siegele-Wenschkewitz-Preis für das kirchliche Projekt Frauenbewegung in der EKHN online ausgezeichnet.

### Privates
Engler-Heidle ist seit 1973 mit Hans-Christoph Engler verheiratet. Sie haben zwei Töchter.

## Schriften
- mit Marlies Flesch-Thebesius (Hrsg.): Frauen im Talar: Ein Stück Frankfurter Kirchengeschichte. Evangelischer Regionalverband, Frankfurt am Main 1997, ISBN 978-3-922179-29-0.
- Um Gleichberechtigung und Einfluss – ein Jahrhundert der Frauen, Sonderdruck in: Jürgen Telschow (Hrsg.): Alles hat seine Zeit. Festschrift zum Jubiläum 100 Jahre evangelische Kirchengemeinden im alten Frankfurter Stadtgebiet, 100 Jahre evangelischer Gemeindeverband, Schriftenreihe des ev. Regionalverbandes Frankfurt am Main, Nr. 23, Frankfurt am Main 1999, ISBN 3-922179-31-2.
- Ein langer Kampf um gleiche Rechte – Theologinnengeschichte der EKHN, in: Christiane Drewello-Merkel, Sylvia Puchert (Hrsg.): 100 Jahre auf gutem Kurs. Evangelische Frauen in Hessen und Nassau und ihre Geschichte. Darmstadt 2007, Seite 41, ISBN 3-934083-09-9.
- mit Elisabeth Wolf: Eine Pfarrerin für die theologische und geistliche Begleitung der Frauenarbeit – das Evangelische Pfarramt für Frauenarbeit Frankfurt, in: Christiane Drewello-Merkel, Sylvia Puchert (Hrsg.): 100 Jahre auf gutem Kurs. Evangelische Frauen in Hessen und Nassau und ihre Geschichte. Darmstadt 2007, S. 42–44, ISBN 3-934083-09-9.
- mit Anette Neff: Frauenwerkstatt beim Kirchentag 1987. Heftige Kontroversen um die Ausstellung GOTT/IN, in: Christiane Drewello-Merkel, Sylvia Puchert (Hrsg.): 100 Jahre auf gutem Kurs. Evangelische Frauen in Hessen und Nassau und ihre Geschichte. Darmstadt 2007, S. 119, ISBN 3-934083-09-9.
- mit Astrid Standhartinger, Elisabeth Beyersdörfer: „Keine Frage: Ihr Typ wird dringend verlangt“, in: Christiane Drewello-Merkel, Sylvia Puchert (Hrsg.): 100 Jahre auf gutem Kurs. Evangelische Frauen in Hessen und Nassau und ihre Geschichte. Darmstadt 2007, S. 201, ISBN 3-934083-09-9.
- Vieles ist besser, aber noch nicht alles ist gut. Die Auswirkungen der Ökumenischen Dekade Solidarität der Kirche mit den Frauen 1988–1998 in der EKHN, in: Christiane Drewello-Merkel, Sylvia Puchert (Hrsg.): 100 Jahre auf gutem Kurs. Evangelische Frauen in Hessen und Nassau und ihre Geschichte. Darmstadt 2007, S. 212f., ISBN 3-934083-09-9.
- mit Elisabeth Wolf: Von der Nische ins Zentrum – ein Stadtkirchenprojekt von und für Frauen. Das Evangelische Frauenbegegnungszentrum Frankfurt, in: Christiane Drewello-Merkel, Sylvia Puchert (Hrsg.): 100 Jahre auf gutem Kurs. Evangelische Frauen in Hessen und Nassau und ihre Geschichte. Darmstadt 2007, S. 216f., ISBN 3-934083-09-9.
- mit Sabine Bäuerle: Am Morgen… Am Abend. Kleine Liturgien für Seminare der Ehrenamtsakademie. Darmstadt 2007, keine ISBN.
- Der Pfarrerinnentag in der Evangelischen Kirche in Hessen und Nassau, in: Gisela Matthiae, Renate Jost, Claudia Janssen, Annette Mehlhorn, Antje Röckelmann: Feministische Theologie Initiativen, Kirchen, Universitäten – eine Erfolgsgeschichte. Gütersloh 2008, S. 196–199, ISBN 978-3-579-08032-1.
- Ehrenamt in der Gemeinde – ein Amt mit Zukunft, in: EKHN (Hrsg.): Handbuch Kirchenvorstand 2. Gewinnen und begleiten, Darmstadt 2010, S. 6–23, keine ISBN.
- Die Ehrenamtsakademie der Evangelischen Kirche in Hessen und Nassau, in: Diakonisches Werk der Evangelischen Kirche (Hrsg.): Diakonie konkret. Handreichung für Gemeindearbeit. Stuttgart 2011, S. 17f. Als Online-Dokument (PDF) (Stand: 1. August 2019).
- Ehrenamt in Bewegung – für alle eine Herausforderung, in: EKHN (Hrsg.): Handbuch Ehrenamt. Eine Praxishilfe. Darmstadt 2012, S. 44–50, keine ISBN.
- Anfang und Ende. Das Ehrenamt geistlich begleiten, in: EKHN (Hrsg.): Handbuch Ehrenamt. Eine Praxishilfe. Darmstadt 2012, S. 88–91, keine ISBN.
- Die Ehrenamtsakademie. Förderung des Ehrenamts, in: EKHN (Hrsg.): Handbuch Ehrenamt. Eine Praxishilfe. Darmstadt 2012, S. 117–122, keine ISBN.
- mit Ute Knie (Hrsg.) Frauenbewegung in der EKHN, Begleitpublikation zur „Frauenbewegung online“. Darmstadt 2020, ISBN 978-3-87390-431-6 und Frankfurt, ISBN 978-3-922179-57-3
- Die Rolle der Frau in der Kirche. Historisch gesehen: Wer weiß das heute noch? In: Arbeitsgemeinschaft der Evangelischen Jugend in Deutschland e.V. (Hrsg.): das baugerüst, Zeitschrift für Jugend - und Bildungsarbeit, 4/20, Seite 35–39, ISSN 0005-6618